# Utterschwalbe
Die Utterschwalbe, auch Uttenschwalbe, ist in der Heraldik ein nicht eindeutig bestimmtes Wappentier. Die Darstellung erfolgt als schwarzer Vogel mit roter Bewehrung (Beine, Schnabel) und ähnelt einem schwarzen Schwan, einem Storch oder Kormoran. Es wird auch der in Mitteleuropa ausgestorbene Waldrapp als Utterschwalbe gedeutet.
Die Utterschwalbe war seit 1241 das Wappentier der Freiherren von Closen und ist auch im Gemeindewappen von Beutelsbach (Niederbayern) dargestellt.
Im Stammwappen wird bis 1847 für die in Arnstorf begüterte Familie von Closen „In Gold ein (rot bewehrter) schwarzer Schwan oder Kormoran“ beschrieben.
Die Wappenbeschreibung der Gemeinde Beutelsbach (Niederbayern): „In Gold unter einem silbern-rot gespickelten Sparren eine linksgewendete, rot bewehrte, schwarze Uttenschwalbe.“

Beutelsbach (Niederbayern)
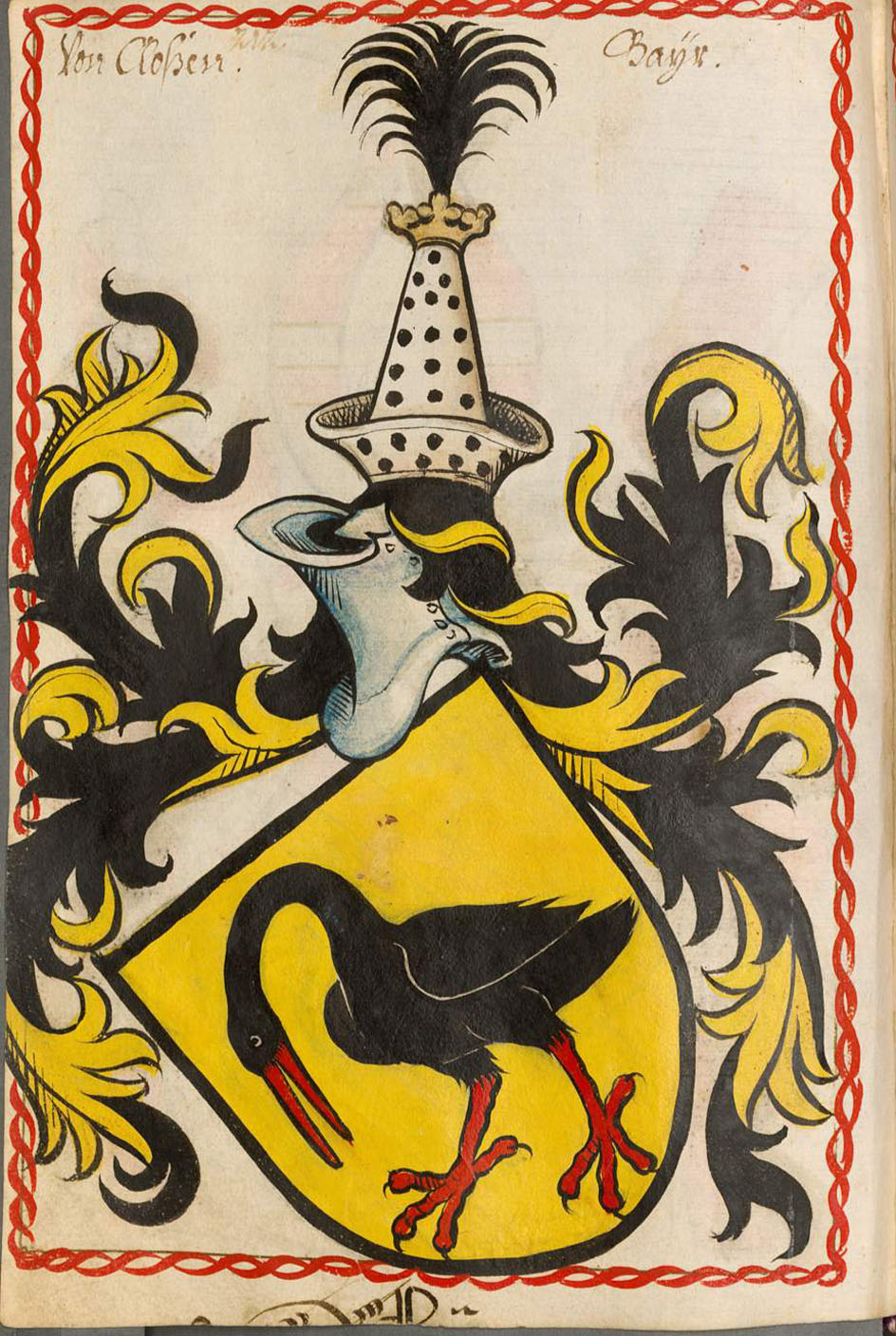
Closen (Adelsgeschlecht)